# Andreas Düben (III)
Andreas Düben conegut per Anders von Düben den yngre (Estocolm, 28 d'agost de 1673 - idem. 23 d'agost de 1738), va ser un mestre de capella, compositor i oficial suec. Pertanyia a la nissaga de músics dels Düben.

## Biografia
Von Düben era fill de Gustaf Düben el Vell i Emerentia Standaert, i germà gran de Gustav Düben (fill), Joachim von Düben el Vell i Emerentia von Düben i pare de Joachim von Düben el Jove. Des de 1686 va treballar al Hovkapellet, va estudiar a París en la dècada de 1690, i el 1698 es va convertir en hovkapellmeister per recomanació del seu germà, càrrec que va ocupar fins a 1726. Ja el 1711, però, va renunciar efectivament a aquest càrrec, quan va ser nomenat camarlenc. Va compondre diverses cançons i peces de teclat, així com un ballet. El 1721 es va convertir en mariscal de la cort.
El 1732, Anders von Düben va donar una col·lecció musical recollida per ell i el seu pare a la Biblioteca de la Universitat d'Uppsala, i aquesta col·lecció més tard va passar a ser coneguda com la Col·lecció Düben. Va ser l'últim músic de la família Düben.
Va ser nomenat cavaller juntament amb els seus germans Joaquim i Emèritia l'11 d'octubre de 1707, i van ser elevats a la finca baronial el 1719. von Düben va ser allotjat al Palau Schefflerska entre 1733 i 1738.

## Llista d'obres
- Ballet réprésenté par ordre de Sa Majesté la Reine Doüairière sur le théâtre du Palais Royal à Stockholm, escrit per a la reina vídua Hedwig Elionor de Schleswig-Holstein-Gottorp (1701)

Música vocal
- De zel submís (Desig d'Any Nou)
- Tot amb una sola boca i veu (Per l'aniversari d'Ulrica Elionor 1714)
- Gottes Güte sei gepriesen
- Però, fins a quin punt el mal i el mal són la nostra vida?
- Cel més alt que cantem (per l'aniversari de Hedwig Sofia)
- Llarga vida en temps llargs (1704)
- Princesa hereditària d'Ende Svea (Desig d'Any Nou 1715)
- Le destin des poissons (per l'aniversari del duc de Holstein el 1706)
- Ara hem de lloar Déu (desig d'any nou)
- No podem qualificar acuradament el nostre esperit a principis d'any (Desig d'Any Nou)
- Desitgem al nostre monarca (Desig d'Any Nou 1702, Johan Gabriel Werwing)

Obres instrumentals
- Peces de teclat més petites
  - Marche pour les Suédois
  - Gavotte
  - Ritournelle
- Minuet (1705)
- Minuet (1705)
- Minuet (1707)
- Minuet (1727)
- Minuet (1719)
- Marche de Narva/Marche pour les Suédois
- Minuet La Combatt
- Set minuets